# ليزلي جونستون (لاعبة كريكت)
ليزلي جونستون (9 يونيو 1937 في أستراليا - 7 سبتمبر 2006 بملبورن في أستراليا) (بالإنجليزية: Lesley Johnston)‏ هي لاعبة كريكت أسترالية. شاركت مع منتخب أستراليا الوطني للكريكت. أما مع النوادي، فقد لعبت مع Victoria women's cricket team ‏.

## وصلات خارجية
- ليزلي جونستون على موقع إي آس بي آن كريك إنفو (الإنجليزية)